# 三鷹事件
三鷹事件（みたかじけん）は、1949年（昭和24年）7月15日に、東京都北多摩郡三鷹町（現在の三鷹市）と武蔵野市にまたがる日本国有鉄道中央本線三鷹駅構内で起きた無人列車暴走事件。詳細は不明で、同時期に起きた下山事件、松川事件と並ぶ国鉄三大ミステリー事件の一つとされている。

## 事件概要

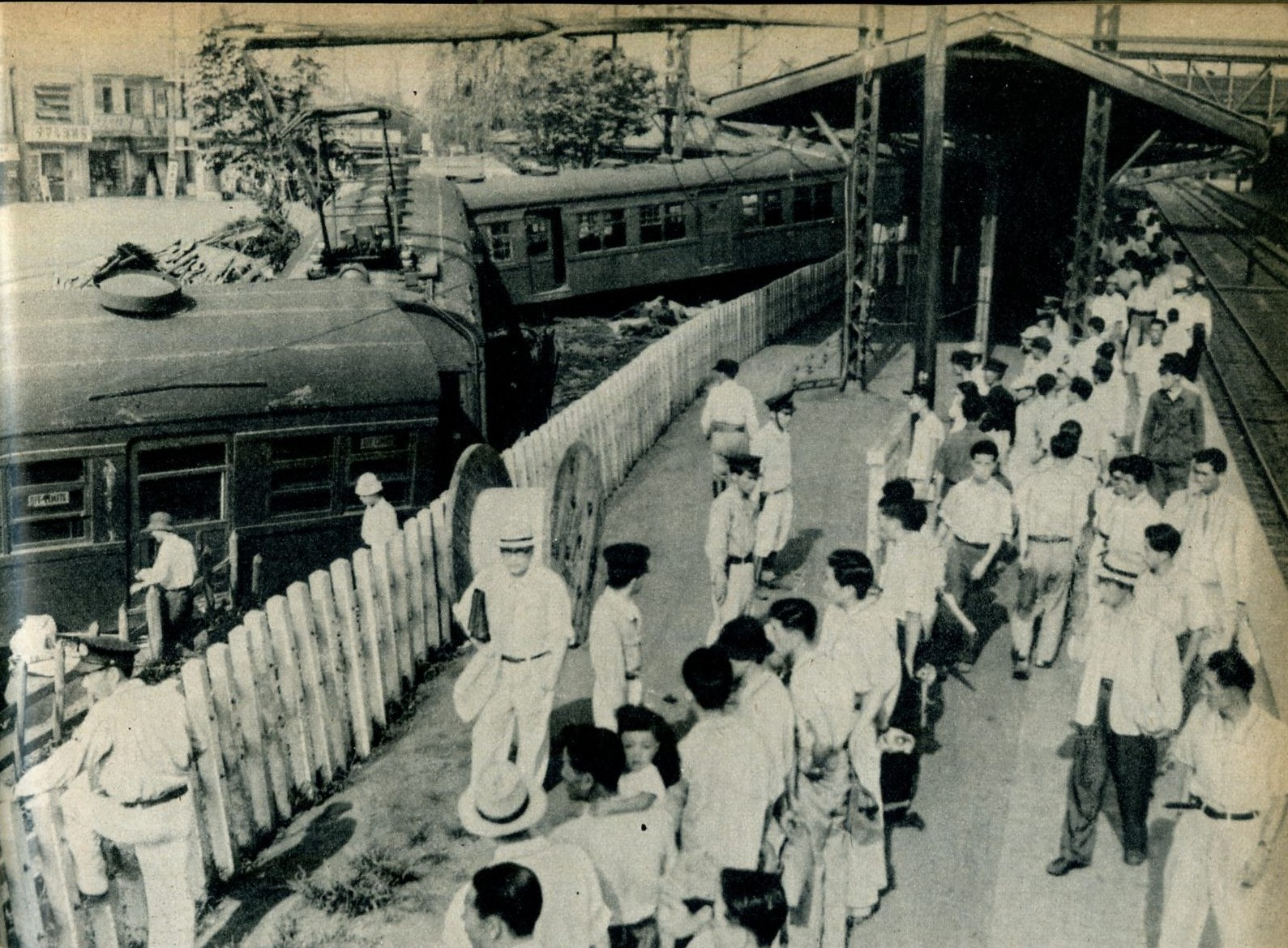
現場を三鷹駅ホームから見る人々(1949年7月15日)

### 事件の発生とその背景
連合国軍占領期の1949年（昭和24年）7月15日21時23分（当時は夏時間のため現在の20時23分）、国鉄三鷹電車区（現・JR東日本三鷹車両センター）から無人の63系電車4両を含む7両編成の電車が暴走し、三鷹駅の下り1番線に進入した後、60km/h程のスピードで車止めに激突し、そのまま車止めを突き破って脱線転覆した。
これにより、脱線転覆しながら突っ込んだ線路脇の商店街などで、男性6名（45歳、21歳、54歳、58歳、19歳、40歳）が車両の下敷きとなり即死、負傷者も20名出る大惨事となった。
当時、中国では国共内戦により中国共産党の勝利が濃厚とされ、日本の国政でも日本共産党が総選挙で35議席を確保するなどした。共産党員やその支持者が多かった公共企業体となったばかりの国鉄は、共産主義化を警戒するGHQによってレッドパージの対象となり、複数の共産党員の国鉄職員が逮捕された。

### 捜査・裁判
捜査当局は、共産革命を狙う政治的な共同謀議による犯行だとして、国鉄労働組合（国労）の組合員の日本共産党員10人と非共産党員であった元運転士の竹内景助を逮捕した。そのうち、共産党員1人についてはアリバイが成立したため、不起訴として釈放されたが、残りの共産党員9人と竹内が起訴され、さらに2人が偽証罪で起訴された公判で竹内は、幾度も発言を求め、早口で自らの主張を述べた上で泣き叫びながら単独犯行であったことを主張した。
1950年（昭和25年）東京地方裁判所（鈴木忠五裁判長）は、非共産党員の竹内の単独犯行として往来危険電車転覆致死罪（刑法127条、125条1項、126条3項、同条1項）により無期懲役の判決を下す一方、共同謀議の存在を「空中楼閣」と否定し他を無罪とした。一審判決で竹内が死刑ではなく無期懲役とされたのは、解雇されたことへの反発があったこと、計画性がなかったこと、人命を奪うという結果を想定していなかったことで情状酌量が認められることを挙げられた。竹内が犯行時間とされた時間帯に同僚と風呂に入っていたというアリバイ証言において、検察側は同僚の証言は竹内が主張する時間より遅かったとしてアリバイを崩す姿勢を見せていたが、弁護側はなぜか同僚の証言を関連性なしという理由で証人要求を拒否するなど、不可思議な行動を取っている。
一審で6人を死亡させたと認定された竹内への無期懲役判決に対しては、読売新聞、毎日新聞、産経新聞などのマスコミは被害者や遺族の意見などを紹介して批判した（唯一、朝日新聞は竹内への無期懲役判決に肯定的見解を示していた）。これに対し検察は、全員の有罪を求めて控訴・上告したが、竹内以外については無罪が確定した。1951年（昭和26年）、東京高等裁判所（谷中董裁判長）は、竹内の控訴審で竹内についてのみ検察側控訴を受け入れ、書面審理だけで一審の無期懲役判決を破棄し、より重い死刑判決を言い渡した。

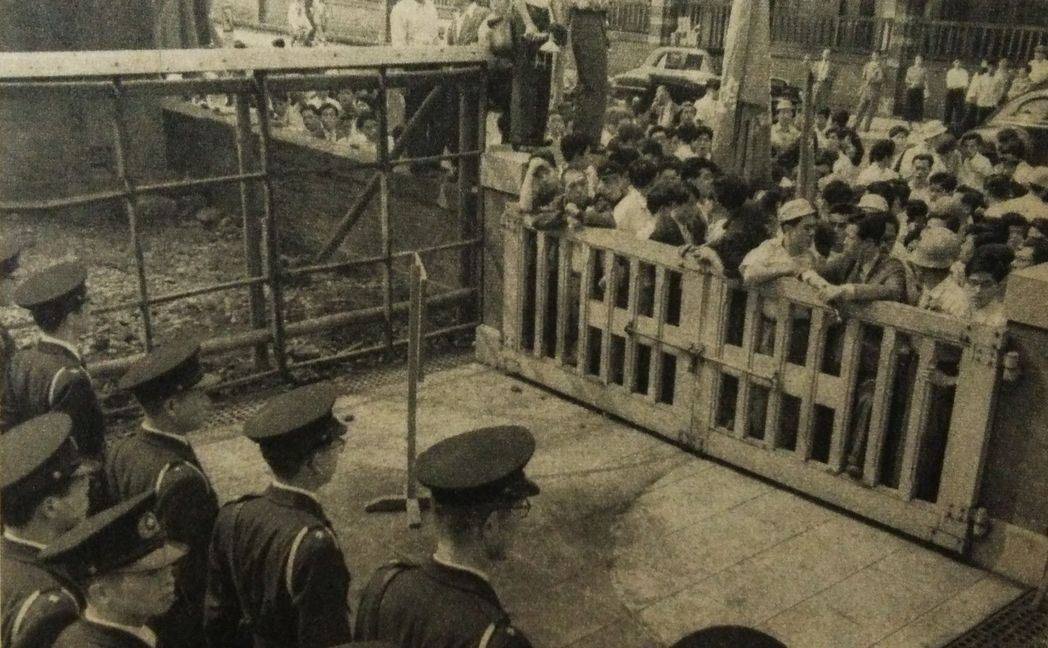
最高裁へ詰めかける支援者たち

弁護人は無罪の主張とは別に、被告人の顔も見ぬまま死刑に変更することの非道も訴えて最高裁判所に上告したが、最高裁では口頭弁論が開かれないまま、1955年（昭和30年）6月22日に死刑判決が確定した。ところが、これが8対7の1票差であったため物議を醸した。以後の最高裁の死刑上告審理では口頭弁論を開くことが慣例となった。
竹内は無実を訴え続け、死刑判決後も文藝春秋誌に陰謀説を訴えるなど投稿をする。東京拘置所内で脳腫瘍に伴う激しい頭痛を訴えていたが、拘置所側は拘禁症状であるとしてこれを無視し、適切な治療等を行われないまま、1967年（昭和42年）1月18日に収監先の東京拘置所で脳腫瘍のため獄死した。45歳没。竹内の死後、国は遺族に国家賠償請求に基づき慰謝料を支払っている。再審請求については、異議申立が棄却されたことに対する特別抗告が1968年に棄却された。
竹内の供述は無実、単独犯、複数犯など様々な変遷を重ね、最高裁まで7回変更となった。
事件については、以下のように非常に多くの疑問点があり、それらに関連する証拠について検証・整理した書籍が出されている。
- 事故の当該車両に取り付けられていたMC1A形マスター・コントローラーは錠を解除しないと操作できず、その錠を針金で開錠出来るのかという問題
- MC1A形のデッドマン装置（マスコンから手を放すと、ハンドルがニュートラルの状態に戻るデッドマン装置があった）を、片手だけで紙紐によって固定して機能を殺したとされているが、それが可能なのかという問題
  - 速度固定のために使われていた紙紐はコイル巻きになっていたが、竹内に結べるのかという問題
- 事件発生当時、停電中の暗闇の中で事件現場近くを歩く竹内を目撃したとする後輩の証言の信憑性
- 前述の犯行時間とされた時間帯に元同僚と風呂に入っていたアリバイ
- 竹内自身は人員整理を受け入れて退職金を受け取ることを決め、労働運動から降りて消防署の面接を受けていたこと

2011年（平成23年）11月10日、竹内の長男が2回目の再審請求を申し立てたが、2019年（令和元年）7月31日に東京高等裁判所（後藤真理子裁判長）は再審開始を認めない決定をした。弁護団はこの決定を不服として同高裁に異議を申し立てたが、2022年3月1日、同高裁に棄却され、最高裁に特別抗告した。2024年4月17日に最高裁で特別抗告が棄却され再審開始を認めない決定が確定した。同年9月5日、竹内の長男が3回目の再審請求を申し立てた。

## 事故車両
事故車両のうち、先頭車のモハ63019は証拠物件として東京地方検察庁から保全命令が出された。長年にわたり車籍を保持したまま三鷹電車区に鉄骨のみの車体が保管されていたが、保全命令が解除されたため1963年（昭和38年）12月に除籍（廃車）となり、解体処分された。2両目のモハ63057は廃車となったが、西武鉄道に譲渡され、401系として再生された。他の車両は復旧された。

## その他

### 謀略説に関わるもの
「1949年（昭和24年）7月15日に三鷹駅で大事件が起きる」という噂が警察関係で語られていたとの指摘が存在する。事故によって大破した三鷹駅前の交番には4人の警察官が勤務していたが、事件時は交番を留守にしていたため4人全員が無事であったことなどが傍証としてあげられている。
その他、いくつかの不可解な動き、特に共産党員の犯行であるかのように印象づける以下のような証言もなされた。
- 中野電車区で「今夜、三鷹駅で共産党が大事故を起こす」という噂が流れていたとの証言[26]
- 事故直後に三鷹駅前の広報放送で「この事故は、共産党員が関係しているとみられます。（以下略）」との放送が流れたという証言[26]
- 事故発生直後にヤクザ風の男20 - 30人の一団が、駅前広場に駆け出てきて現状保存のため手際よく縄を張り、「これは共産党の仕業だ」と吹聴したという証言[27]
- 米軍MPのジープが素早くやって来て、事故現場周辺の人々を「ゲッタウエイ」（Get away）と追い出したという証言[27]

1950年（昭和25年）に東京地方裁判所の裁判長として判決を下した鈴木忠五は、後年の回想で本事件について「事件そのものは非常に単純なんです」「あの当時米軍に司法関係の二世がいて、それが共産党をやっつけることに使命を感じ、それの意向が八王子の検察官の間にあったと思うんです」「警察の方は、むしろ共産党だとは思っていなかったのではないか、というフシもありますね」と語っている。その上で「竹内の目的は、全部の電車を車庫から出られないようにすることで、電車を暴走させることではなかった」「どういうはずみか、ポイントが止めてあるのに、そこを突っ切って電車が動きだし、大事故になったわけです。だから、竹内も全然予期していなかったことが起こったわけです。」とし、竹内の妻が「大変な事故で死人が出ているらしいから一緒に見にいこう」と言って帰宅していた竹内を無理に引っ張り出すも、「途中で誰かに死者が何人も出たということを聞いて、もう竹内は女房に、『お前、行くなら勝手に行け。オレはそんなの見るのはいやだから帰る』といって帰ってしまっている。その心理状態です」など、数々の秘話を明かしている。

### 日本共産党との関係による竹内犯行説に関わるもの
竹内は、再審請求補充書で「弁護士から、罪を認めても大した刑にならない、必ず近いうちに人民政府が樹立される、ひとりで罪を認めて他の共産党員を助ければ、あなたは英雄になると説得された」と主張している。また、竹内と面会した加賀乙彦は、竹内が「おれは弱い人間なんですね。弱いから人をすぐ信用してしまう。党だって労組だって、大勢でお前を全面的に信用するといわれれば、すっかり嬉しくなって信用してしまった。（略）けっきょく、党によって死刑にされたようなもんです。」と語っていたと述べている。
兵本達吉によると、主任弁護士として本事件に関わった林百郎は後年、竹内はクロ（有罪）であるとし、「もう一度、『三鷹事件』のことを考えてみた。竹内がシロだと考えると証拠と証拠の間に次々と矛盾が起る。しかし、クロだと考えるとつじつまが合うのだ」と述べていたという。

## 関連資料
著作者順
- 片島紀男『三鷹事件 1949年夏に何が起きたのか』日本放送出版協会、1999年、ISBN 4140804408[31]。のち新風社〈新風舎文庫〉、2005年。
- 亀井勝一郎他『竹内景助の助命嘆願について』、1958年。
- 高見澤昭治『無実の死刑囚　三鷹事件竹内景助』日本評論社、2009年。ISBN 9784535517202
- 高見澤昭治、大石進、五十嵐二葉 (2010年)「検証 冤罪はこうしてつくられた(上)『無実の死刑囚--三鷹事件 竹内景助』をめぐって」、『法と民主主義』第446号、55-69頁。
- 高見澤昭治、大石進、五十嵐二葉 (2010-04)「検証 冤罪はこうしてつくられた(下)『無実の死刑囚--三鷹事件 竹内景助』をめぐって」、『法と民主主義』第447号、66-80頁。
- 竹内景助『春を待ついのち ：まさ子におくる手紙』、平井潔 (編)、青春出版社〈青春新書〉、1956年。
- 『下山・三鷹事件の眞相』、日本共産党教育宣傳部 (編集)、中央書籍(発売)、1949.8
- 『「三鷹事件」裁判関係資料集　DVD-ROM版』、不二出版。
- 梁田政方『三鷹事件の真実にせまる : 1949.7.15』、光陽出版社、2012年。
- 横谷武男、田代勇「三鷹事件」『法にふれた人』谷川健一、鶴見俊輔、村上一郎 (責任編集)、第10巻、学芸書林〈ドキュメント日本人〉、1969年1月。

## 脚註